# Мис Гвардафуй
11°49′ пн. ш. 51°17′ сх. д. / 11.817° пн. ш. 51.283° сх. д.
Мис Гвардафуй або Гардафуй (сом. Gees Gardafuul, італ. Capo Guardafui, англ. Cape Guardafui), а також Рас-Асейр (сом. Ras Asir) — мис на північно-східному краю Африканського Рогу (півострова Сомалі), розташований при вході в Аденську затоку. Знаходиться на території автономного району Пунтленд (Сомалі).

## Місцезнаходження

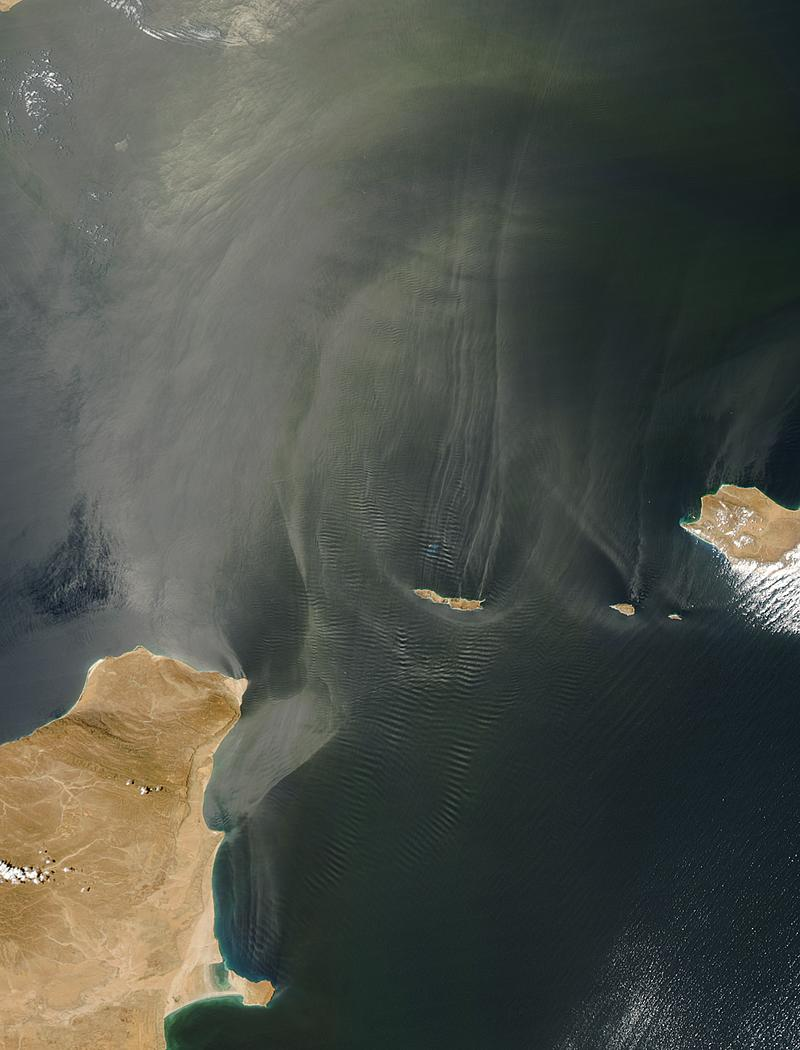
Вид на мис Гвардафуй з космосу

Гвардафуй розташований на  11°49′ північної широти і 51°17' східної довготи.
Він лежить трохи на захід від мису Рас-Хафун (51° 23' сх. д.), який знаходиться за сто кілометрів на південь від Гвардафуя і є найсхіднішим мисом Африки. За сто кілометрів на схід від мису знаходиться найзахідніша точка острова Абд-ель-Курі, найзахіднішого острова архіпелагу Сокотра, що належить Ємену.
Над мисом височить гора, яку місцеві жителі називають Гардаф (Djardaf), у той час як власне мис має назву Асейр/Азір. Від імені гори походить арабське ім'я Djard Hafûm, як і європейське Гвардафуй. Неподалік селища Тохен на краю мису знаходиться недіючий маяк, в 1930-му році названий Франческо Кріспі.

## Історія

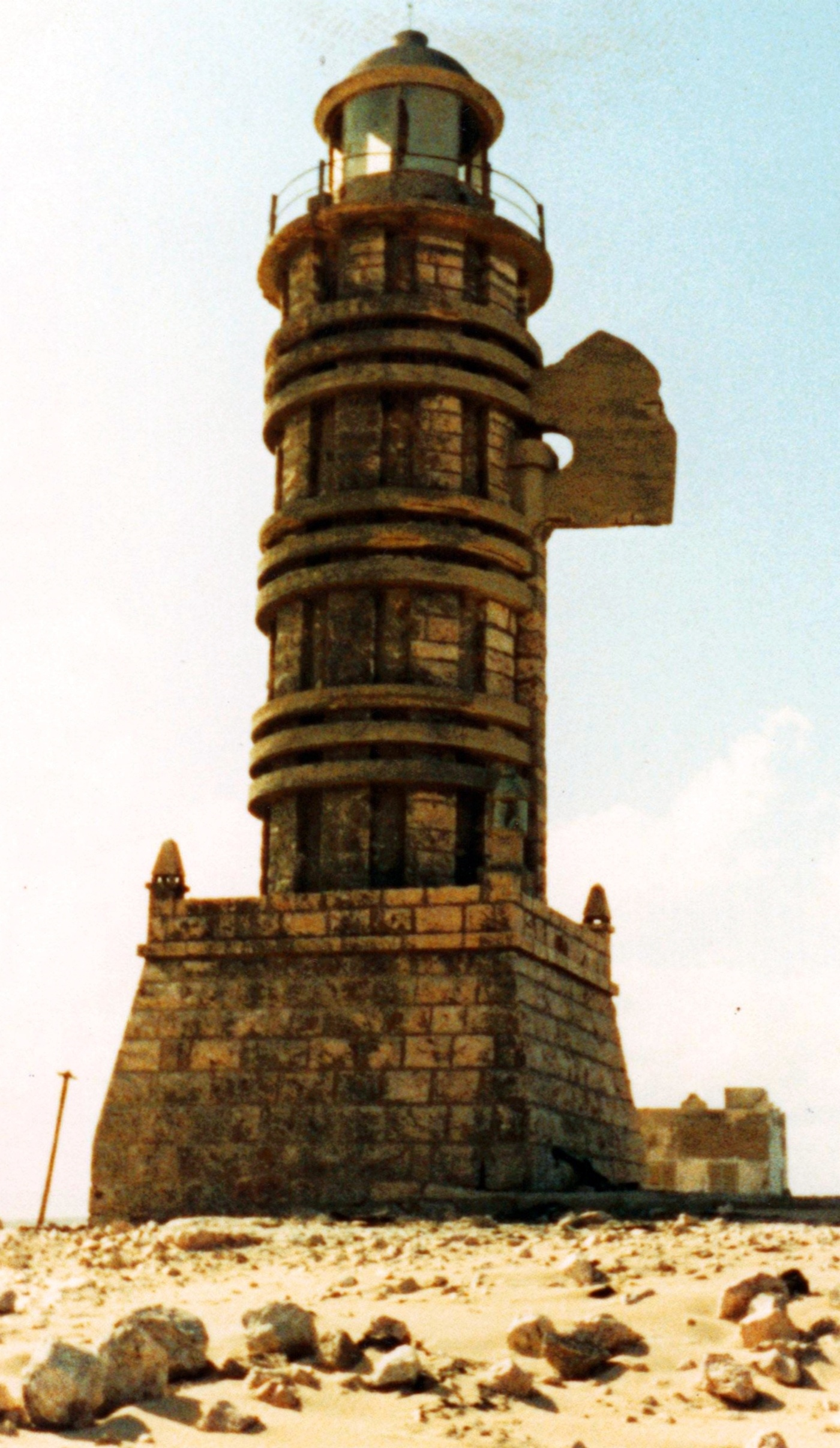
Недіючий маяк «Francesco Crispi» на краю мису

У давнину мис називався Аромата (дав.-гр. Αρώματα, лат. Promontorium Aromata). У давньогрецькій географії він розділяв Барбарику (землі на захід від мису, назва збереглася в імені міста Бербера) і Азанію (східноафриканське узбережжя на південь від мису).
На початку XIX століття сомалійські моряки забороняли вхід у свої порти, розташовані вздовж африканського узбережжя, водночас торгуючи з Аденом і Мохою в сусідньому Ємені, використовуючи власні судна.
Через часті аварії кораблів у підступних морях поблизу мису Гвардафуй британці підписали угоду з султаном Османом Махамудом з султанату Маджіртін, який контролював більшу частину північно-східного узбережжя Сомалі протягом XIX століття. Угода передбачала, що британці щорічно виплачуватимуть субсидії на захист британських екіпажів, які зазнали аварії, і охорону уламків від пограбування. Угода, однак, залишилася нератифікованою, оскільки британці побоювалися, що це «дасть іншим державам прецедент для укладання угод із сомалійцями, які, здавалося, були готові вступити у відносини з усіма бажаючими».